# Wiszniew

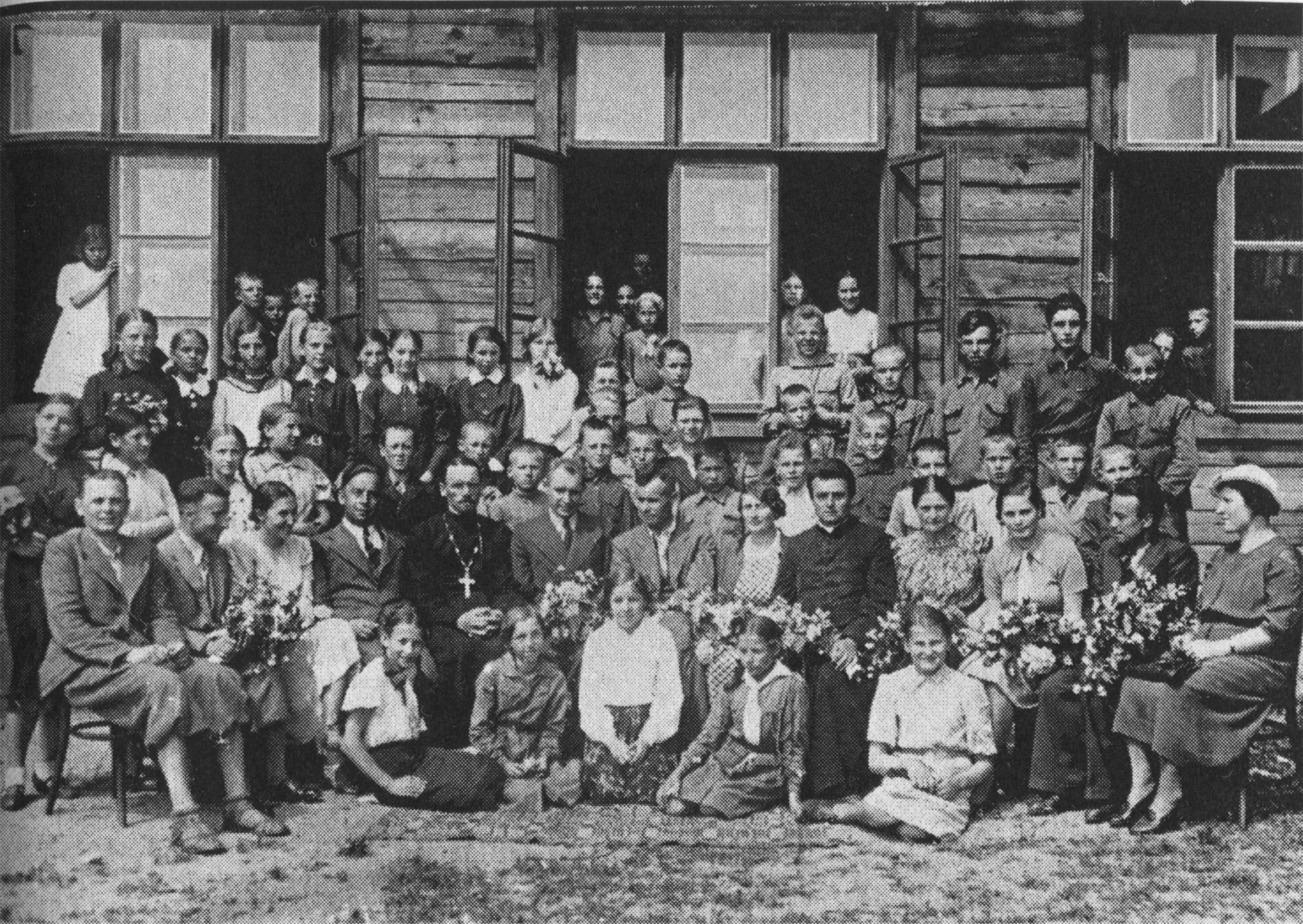
Publiczna Szkoła Powszechna stopnia III w Wiszniewie (1939)

Wiszniew (biał. Вішнева, Вішнеў) – wieś (dawniej miasteczko) na Białorusi, w obwodzie mińskim, w rejonie wołożyńskim, siedziba sielsowietu Wiszniew.
Siedziba parafii prawosławnej (pw. Świętych Kosmy i Damiana) i rzymskokatolickiej (pw. Nawiedzenia Najświętszej Maryi Panny).

## Historia
W I Rzeczypospolitej miasteczko należało do powiatu oszmiańskiego w województwie wileńskim. Stanowiło ono dziedzictwo rodziny Steczkiewiczów i Chreptowiczów.
13 stycznia 1593 w Wiszniewie zmarł Szymon Budny – działacz reformacji w I Rzeczypospolitej, pastor początkowo kalwiński, a następnie ariański, hebraista, biblista, tłumacz Biblii na język polski, pisarz i teolog ariański.
10 lipca 1895 urodził się tutaj Nachum Goldmann – prawnik, filozof pochodzenia żydowskiego, założyciel, prezes Światowego Kongresu Żydów, prezydent Światowej Organizacji Syjonistycznej.
W II Rzeczypospolitej stanowiło siedzibę gminy Wiszniew w powiecie wołożyńskim województwa nowogródzkiego.
12 listopada 1911 w Wiszniewie urodził się Jehoszua Rabinowic – izraelski polityk, minister. 2 sierpnia 1923 urodził się tutaj Szimon Peres – były prezydent Izraela.
W nocy z 18 na 19 lipca 1924 na miasteczko napadła bolszewicka grupa dywersyjna, która po zrabowaniu miejscowości wycofała się w stronę granicy.
W latach 1941–1942 funkcjonowało tu getto żydowskie, którego znaczna część ludności (ok. 2 tys. osób) została wymordowana w lipcu 1942. Tragedii tej poświęcono kamień pamiątkowy, którego inskrypcja głosi jednak jedynie o wymordowaniu przez hitlerowców „obywateli radzieckich”, bez podania ich narodowości.

## Zabytki
W miejscowości znajdują się:

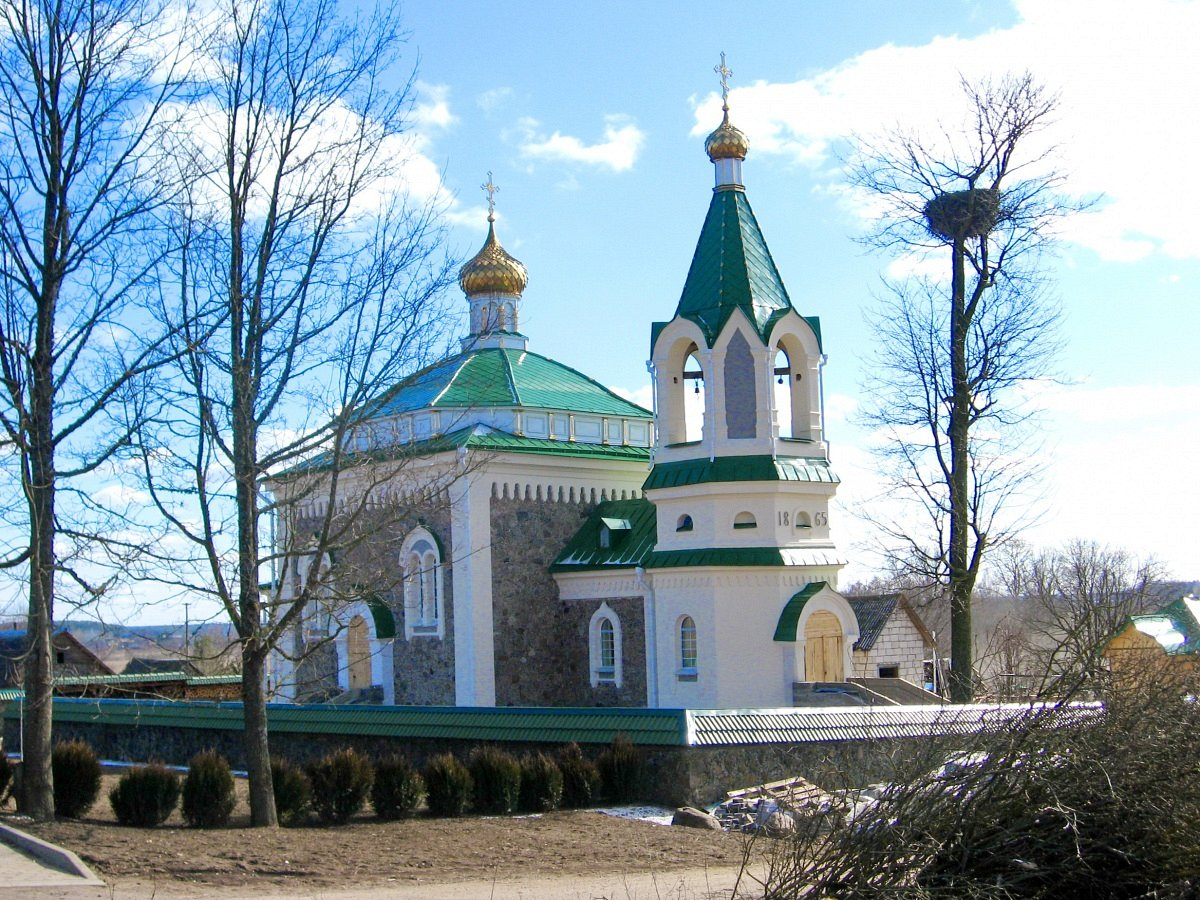
Cerkiew Świętych Kosmy i Damiana

- kościół rzymskokatolicki pw. NMP datowany na 1442, przebudowany w stylu barokowym w 1637 r., w 1771 gdy dobudowano kaplice boczne i w 1906, gdy powstała fasada, z cennym wyposażeniem wnętrza w tym kute drzwi z XVII wieku i polichromią, której autorem był Ferdynand Ruszczyc;
- cerkiew prawosławna pw. śś. Kosmy i Damiana z 1865, parafialna;
- stary cmentarz katolicki i żydowski;
- dwór Chreptowiczów.

## Ludzie związani z Wiszniewem
- Nachum Goldmann (1895–1982) – założyciel Światowego Kongresu Żydów i prezydent Światowej Organizacji Syjonistycznej
- Jehoszua Rabinowic (1911–1979) – burmistrz Tel Awiwu (1969–1974)
- Szimon Peres (1923–2016) – izraelski polityk, 9. prezydent państwa Izrael, dwukrotny premier Izraela.